# 1064 (szám)
Az 1064 (római számmal: MLXIV) az 1063 és 1065 között található természetes szám.

## A szám a matematikában
A tízes számrendszerbeli 1064-es a kettes számrendszerben 10000101000, a nyolcas számrendszerben 2050, a tizenhatos számrendszerben 428 alakban írható fel.
Az 1064 páros szám, összetett szám. Kanonikus alakja 23 · 71 · 191, normálalakban az 1,064 · 103 szorzattal írható fel. Tizenhat osztója van a természetes számok halmazán, ezek növekvő sorrendben: 1, 2, 4, 7, 8, 14, 19, 28, 38, 56, 76, 133, 152, 266, 532 és 1064.
Az 1064 két szám valódiosztó-összegeként áll elő, ezek a 2122 és az 1063².

## Csillagászat
- 1064 Aethusa kisbolygó